# 칼릴 타하
칼릴 타하(아랍어: خليل طه,‎ 1932년 6월 5일~2020년 7월 27일)는 레바논의 레슬링인이다. 1952년 하계 올림픽 그레코로만형 웰터급에서 동메달을 획득하여 레바논 최초의 올림픽 동메달리스트가 되었다.

## 개인사
형인 사피 타하도 레바논 국가대표 레슬링 선수로 활동했다.